# P/2011 P1 McNaught
P/2011 P1 (McNaught) è una cometa periodica scoperta il 1º agosto 2011 da Robert H. McNaught: appartiene alla famiglia delle comete gioviane, tra queste comete si distingue per essere nel gruppo delle comete a più lungo periodo.
Nell'estate-autunno del 2010 ha avuto un lungo passaggio molto ravvicinato col pianeta Giove che ha determinato notevoli cambiamenti nella sua orbita, per esempio gli ha fatto quintuplicare l'eccentricità e raddoppiare il periodo orbitale.